# Cantonul Évry-Sud
Cantonul Évry-Sud este un canton din arondismentul Évry, departamentul Essonne, regiunea Île-de-France, Franța.

## Comune
| Comune    | Populație (1999) | Cod poștal | Cod INSEE   |
| --------- | ---------------- | ---------- | ----------- |
| Bondoufle | 9.298 hab.       | 91070      | 91 2 10 086 |
| Évry      | 52.135 hab.      | 91000      | 91 2 97 228 |
| Lisses    | 7.173 hab.       | 91090      | 91 2 10 340 |